# Giordano Gamberini
Giordano Gamberini (Ravenna, 23 giugno 1915 – Ravenna, 30 giugno 2003) è stato un saggista italiano, Gran Maestro del Grande Oriente d'Italia.

## Biografia
Saggista, studioso di filosofia, religioni ed esoterismo. Nato da nobile famiglia ravennate, fu militante nelle file del Partito Socialdemocratico Italiano. Antifascista, fu membro della Resistenza contro l'occupazione nazi-fascista.
Dopo la guerra, a Ravenna, fu membro del consiglio di amministrazione della Banca del Monte e ricoprì la carica di vicepresidente provinciale dell'Istituto case popolari.
Valdese (era iscritto ad una comunità valdese di Roma, ma tale appartenenza era puramente formale), con il nome di Tau Julianus divenne vescovo della Chiesa cattolica di rito antico e gnostico. 
È stato Gran Maestro del Grande Oriente d'Italia, eletto, per la prima volta nel 1961 e in seguito rieletto altre due volte, rimase in carica sino al 1970. Ebbe un ruolo importante nel  favorire l'ascesa nella gerarchia massonica di Licio Gelli e della loggia segreta P2. 
Fu direttore, dal 1966, della Rivista massonica.
Fu tra i principali estensori della cosiddetta Bibbia concordata nell'ambito della quale tradusse il Vangelo di San Giovanni. Tentò di far rimuovere la scomunica che pesava sui massoni sin dal 1738 dalla Chiesa cattolica. Conclusosi il Concilio Vaticano II, il 15 giugno 1969 presenziò a Savona al primo dibattito pubblico ufficiale tenutosi in Italia fra un esponente del GOI ed un rappresentante della Chiesa cattolica, lo storico ecclesiastico e della massoneria don Francesco Rosario Esposito. Se il sacerdote sostenne la sostanziale compatibilità e concordanza fra i due corpi, Gamberini lo corresse dicendo: «mi spiace dover ricordare che i massoni [...] hanno combattuto la Chiesa incolpandola di intolleranza nei campi della filosofia, dell'etica e dell'educazione»
Trattò con la Gran Loggia Unita d'Inghilterra al fine di far riottenere il riconoscimento, da parte della stessa, del Grande Oriente d'Italia.
Fu autore dei volumi Mille volti di massoni (1975); Attualità della massoneria. Contenti gli operai ? (1978) e Storia e costituzione della Repubblica Romana attraverso i manifesti (1981).
Morì a 88 anni il 30 giugno del 2003.